# Пилос
 Тази статия е за града в Гърция.  За носа в Чукотка вижте Наварин (нос).  
Пилос или Наварин (на гръцки: Πύλος) е древен град в Месения, някогашна резиденция на цар Нестор, което е видно от руините на огромен дворец от микенска Гърция (1700 – 1200 г. пр.н.е.).
Намира се на Наваринския полуостров, най-западния от трите на Пелопонес. По името му е кръстен малкият залив край бреговете на Южен Пелопонес – Наваринския. Местоположението на града е изключително удобно и стратегическо в Средиземно море, поради и което градът през средновековието е владян от византийци, венецианци, генуезци и османци.
Градът е известен и като място на масови погроми на турското население по време на гръцката война за независимост в годините 1821/29.
На местния разговорен език името му е Неокастро (Neókastro). Населението на града възлиза на 5402 жители през 2001 г.

## История

### Античност
През 425 г. пр.н.е. по време на Пелопонеските войни (след битка при Пилос по море и на суша битка при Сфактерия) Пилос е превзет от атиняните, след което според Тукидид древният град е изоставен.
През 1939 г. американският учени Карл Беген отива в Месения, за да търси останките на древния град Пилос, описан от Омир. Скоро след започване на разкопките са открити останки от масивни сгради и голямо количество керамика, които Беген идентифицира като двореца на Нестор.

#### Дворецът на Нестор
Останките от двореца на Нестор датират от 1400 г. пр. Хр. Сградата може да се раздели на четири части – основна, югозападна, работилница и винарна. По-голямата част е изградена от чакъл, но може да наблюдава и използването на цели каменни блокове – например при изграждането на външните фасади. За разлика от Тиринт, Пилос няма силни външни укрепления. Дървеният материал се е използвал изготвяне на рамки на стените, за обособяване на врати и прозорци, както и за подпори на тавана.
Основната сграда е с приблизително размери 55×30 m, а ориентацията е съобразена с посоките на света. По-голямата част от облицовката на външните стени са ограбени, но на места облицовката е запазена с височина около 80 cm. Предполага се, че стените са били с височина три метра и половина. Входът на двореца (стаи 1 и 2) оформя буквата „H“, и от двете му страни има останки от веранда. Учените предполагат, че от едната страна на верандата е имало помещение, което е служело за пост на охраната. В архивните помещение (7 и 8 от ляво на входа) са открити множество плочки с Линеар Б, открити са подредени на рафтове или кошници. 300 плочки са намерени в огромен питос, повечето описват приходите и разходите на двореца. Стените на верандите са украсени със стенописи – процесии от човешки фигури, заедно с животните, изобразяване на сградите и седналите жени.
Дворецът е обособена и с чакалня (стая 10), оборудвана с пейки и питоси – за пътуващите с търговска цел гости на двореца. В съседната стая 9 са намерени 500 киликса, така че се предполага че питосът в чакалнята е съхранявал вино.
В центъра на двореца се намира голямата тронна зала с характерните преддверие (стая 5) и порта (стая 4). Портата е била подкрепяна от дървени колони; към нея е бил прикрепен втори пост за стражите. Преддверието е било украсено с геометрични и криволинейни стенописи. Част от намерените фрагменти от стенописи, които изобразяват мъже, носещи различни предмети, мъже и жени водещи бик – предполага се че това е илюстрация на жертвоприношение. Вратите в края на помещението дават достъп до източната и западната част на двореца, докато вратата в средата на преддверието води до тронната зала. Тронната зала (стая 6) е с размери 13х11 метра, огнището в центъра е с размери 4 метра в диаметър, заобиколен от четири колони. Геометричната и криволинейната украса също може да се наблюдава и при украсата на огнището. Тронът се намира в средата на дясната стена, а до него са двата малки басейна. Украсата на стените изобразява грифони и лъвове, както и мъжки фигури, свирещи на лира в източния ъгъл.
Двата коридора, които тръгват от тронната зала водят до складови помещение и килери в западната част и до магазините за масло (23,24,27) в задната част на сградата. Функцията на големите помещения (30 – 34) в източното крило не е известна. Стълбищата водят до външен двор.
Малко преддверие води до малката тронна зала (46,48), известна като „залата на царицата“. Декорацията се състои от стенописи изобразяващи лъвове и грифони. В задната част на малката тронна зала, без да са пряко свързани, е банята (43). Банята е оборудвана с два големи съда, най-вероятно за вода и олио, а във ваната е намерен киликс.
Вследствие на сериозни разрушение, в по-голямата част от Югозападната част на двореца сградите са нови, но запазили основните функции на двореца. те включват открит двор (63), преддверие и тронна зала (65). Украсата на тези стаи включва изображения на бойни и ловни сцени. Не е ясна функцията на всички останали помещения, въпреки че някои със сигурност са били използвани като складови помещения и килери.
Североизточната част на двореца включва работилници и със сигурност ковачница, тъй като в стая 100 са намерени над 500 бронзови стрели.
В северния ъгъл на двореца е винарната – стая 104 и 105, където са намерени няколко реда с питоси и списъци носещи символи на виното.

#### Текстове от Пилос
В Пилос е намерен богат архив от текстове на линейно писмо Б, записани върху глинени плочки. По-голямата част от тях съдържат информация за материалните запаси и списъци на стоки. В някои се споменават имена на персонал и места в района. Те показват наличието на добре организирана бюрокрация, която съхранява подробна документация за всички стопански дейности на кралството. Също така показват, че в микенската цивилизация е имало ясна изградена йерархия – начело е бил царят, следван от „ръководителят на народа“, който имал по-скоро религиозна функция, а след него са т.нар. последователи. Царството било разделено на две провинции – едната Пилос, а другата Рекуторо. Всяка провинция е била разделена области, управлявани от губернатори (korete). Провинциите са били задължени да изпращат суровини и материали към столицата. Бронзовите ковачи от царството са имали специален социален статус и са били освободено от плащането на данъци.

### Средновековие
В ново време при Наварин се водят следните битки:
- Битката при Зонкьо, като част от битката при Лепанто в хода на Венецианско-турската война в края на 1499 г.
- Наваринското сражение от 1770 г. между османския гарнизон и Руския експедиционен корпус на Първата архипелагска експедиция.
- Известното Наваринско сражение от 1827 г. в което съюзническата руско-френско-британската флота разгромява обединения турско-египетски флот.

## Галерия
- Наваринското сражение
- Наваринското сражение
- Османската крепост
- Градът с пристанището